# Nazionale maschile di rugby a 15 della Lituania
La nazionale di rugby a XV della Lituania (Lietuvos regbio rinktinė) rappresenta il proprio paese nelle competizioni di rugby internazionali.
Nonostante il basket e il calcio siano di gran lunga li sport più popolari nella repubblica baltica, i recenti successi della nazionale di rugby nel Campionato europeo per Nazioni stanno lentamente attirando l'attenzione di un più vasto pubblico.

Attualmente partecipa al Campionato europeo per Nazioni di rugby, dove è attualmente inserita nella 2ª divisione poule A.